# ماميدالي قرادانوف
ماميدالي قرادانوف (بالتركمانية: Mämmedaly Garadanow)‏، من مواليد 17 مارس 1982 في الإتحاد السوفييتي، لاعب كرة قدم تركماني.
بدأ مسيرته الكروية مع نادي أسودالييك أسغابات في عام 2003، وفي عام 2004 انتقل إلى نادي أسغابات، ولعب معهم حتى عام 2007، ومنذ عام 2007 وهو يلعب مع نادي كارفان الأذربجياني.
هو يلعب مع منتخب تركمانستان لكرة القدم منذ عام 2004.

## روابط خارجية
- ماميدالي قرادانوف على موقع قاعدة بيانات كرة القدم.إي يو (الإنجليزية)
- ماميدالي قرادانوف على موقع ناشيونال فوتبول تيمز (الإنجليزية)
- ماميدالي قرادانوف على موقع Soccerway.com (الإنجليزية)
- ماميدالي قرادانوف على موقع كووورة
- ماميدالي قرادانوف على موقع GSA (الإنجليزية)